# 小原太一郎
小原 太一郎（日语：／ Taiichiro KOHARA */?）是日本的男性動畫師。Last House（ラストハウス）出身。

## 參加作品

### 電視動畫
- 霹靂貓（1985、原畫）
- Bug甜心（1986、原畫）
- 七龍珠（1986、原畫、作畫監督[1]）
- 鉄拳チンミ（1988、原畫）
- 七龍珠Z（1989、原畫）
- 天地無用！（1995、ep1原畫）
- 金田一少年事件簿（1995、原畫）
- 七龍珠GT（1996、原畫）
- 鬼太郎(第四作)（1996、原畫）
- 機動戰艦（1996、原畫）
- 魔法少女砂沙美（1996、原畫）
- 中華一番！（1997、原畫）
- 數碼寶貝大冒險（1999、原畫）
- 浪客劍心 追憶編（1999、原畫）
- 聖石小子（2001、原畫）
- 超能奇兵（2001、原畫）
- 足球小將翼（2002、原畫）
- 救難小英雄（2002、原畫）
- 魔王ダンテ（2002、原畫）
- 變身偵探（2003、原畫）
- 狼雨（2003、原畫）
- 神槍少女（2003、原畫）
- 蒼い告白（2003、原畫）
- 完美超人JOE（2004、原畫）
- 愛你寶貝（2004、原畫）
- 馳風！競艇王V（2004、原畫）
- 神無月的巫女（2004、原畫）
- 槍與劍（2005、原畫）
- 創聖機械天使（2005、原畫）
- 幸運女神（2005、原畫）
- 極速方程式（2005、原畫）
- 神樣中學生！（2005、原畫）
- 銀魂（2006、原畫）
- 聲優白皮書（2006、原畫）
- 暗夜第六感（2006、原畫）
- 奏光之Strain（2006、原畫）
- 超級機器人大戰OG-ディバイン・ウォーズ-（2006、原畫）
- 雙面騎士（2006、原畫）
- 驅魔少年（2006、原畫）
- 爆丸（2007、原畫）
- 鉄子の旅（2007、原畫）
- 風之少女艾蜜莉（2007、原畫）
- 骷髏13（2008、原畫）
- 記憶女神的女兒們（2008、原畫）
- 小雙俠（2008、原畫）
- 華麗的挑戰（2008、原畫）
- 女王之刃 王位繼承者（2009、原畫）
- 11eyes -罪與罰與贖的少女-（2009、原畫）

- FAIRY TAIL魔導少年（2009、原畫）
- 真無敵鐵金剛 衝擊！Z篇（2009、作畫監督）
- 超級機器人大戰OG-The Inspector-（2010、原畫）
- 霹靂貓（2011、原畫）
- 探險托里蘭托（2012、原畫）
- 境界線上的地平線II（2012、原畫）
- 加速世界（2012、原畫）
- 参乗合体 トランスフォーマーGo!（2013、原畫）
- マブラヴ オルタネイティヴ トータル・イクリプス（2013、原畫）
- デュエル・マスターズVSR（2015、原畫）
- 七龍珠超（2015、原畫）
- Active Raid -機動強襲室第八組-（2016、原畫）
- 超游世界: Being the Reality（2017、原畫）
- トミカハイパーレスキュー ドライブヘッド 機動救急警察（2017、原畫）
- 小金剛起源（2017、原畫）
- 巴哈姆特之怒（2017、原畫）
- 半獸人的煩惱（2017、原畫）
- Princess Principal（2017、原畫）
- 奴隸區 我與23個奴隸（2018、原畫）
- Phantom in the Twilight（2018、原畫）
- 搖曳莊的幽奈小姐（2018、原畫）
- 千銃士（2018、原畫）
- ゆらぎ荘の幽奈さん OAD（2018、原畫）
- 暮光幻影（2018、原畫）
- イナズマイレブン アレスの天秤（2018、原畫）
- 約會大作戰 第三期（2018、原畫）
- 刀使之巫女（2018、OP原畫，原畫）
- 碧藍幻想 第二季（2018、原畫）
- 軒轅劍·蒼之曜（2018、原畫）
- Classicaloid 第二期（2018、原畫）
- 獵獸神兵（2019、原畫）

### 電影動畫
- 七龍珠 魔神城內的睡美人（1987、原畫）
- 七龍珠Z 世界上最強之人（1990、原畫）
- 七龍珠Z 激鬥!!一百億能量戰士們（1993、原畫）
- 名偵探柯南 引爆摩天樓（1997、原畫）
- ヤッターマン 新ヤッターメカ大集合！オモチャの国で大決戦だコロン！（2008、原畫）

### OAV
- ランドロック（1996、原畫）
- 宇宙海賊哈洛克船長：無盡的冒險（2002、原畫）

### ONA
- 刃牙（2018、原畫）

## 關聯人物
- 內山正幸
- 志田直俊
- 梨澤孝司
- 飯塚葉子
- 大西陽一

## 註解
1. ↑  第76話、第80話、第98話